# Veronica Ryan
Veronica Maudlyn Ryan (Plymouth, Montserrat, 1956) es una escultora británica. Llegó al Reino Unido cuando era niña, en la década de 1950, y vive entre Nueva York y Bristol. En diciembre de 2022, Ryan ganó el Premio Turner por su "personal y poética forma de ampliar el lenguaje de la escultura".

## Formación
Ryan señala que su interés por el arte se desarrolló durante sus años escolares. En particular, recuerda haberse inspirado en el uso creativo de materiales minimalistas cuando diseño un árbol navideño en la escuela infantil. También cita el packwork de su madre como inspiración artística.
Ryan estudió en Hertfordshire College of Art and Design (1974-75), Bath Academy of Art (1975-78), Slade School of Fine Art (1978-80), University College London y School for Oriental and African Studies (1981-83).
Desde el principio, Ryan se apartó del modernismo británico, tal como se enseñaba entonces, inspirándose en un abanico más amplio de escultoras y artistas de color. Entre sus primeras influencias estuvo la de la escultora estadounidense de origen alemán Eva Hesse, cuya obra conoció en 1979, cuando visitó la exposición Eva Hesse: Sculture, en la Whitechapel Gallery. Por la misma época, descubrió la obra de Louise Bourgeois y Alice Aycock en la Galería Hayward. Otra influencia formativa para ella fue Barbara Hepworth. En 1980, Ryan obtuvo una beca de viaje de Boise de Slade, que le permitió visitar Nigeria. Allí, se interesó especialmente por la readaptación de objetos de consumo cotidianos, como alimentos y materiales de desecho efímeros, de fetiches utilizados en ofrendas espirituales y santuarios. El viaje la llevó a continuar sus estudios y a realizar un máster en Historia del Arte en SOAS.
Ryan completó sus estudios a principios de la década de 1980, una época marcada por el auge del movimiento artístico negro británico BLK Art Grup. Participó en la exposición Black Women Time Now de 1983. Su participación en The Thin Black Line (ICA, Londres, 1985) y From Two Worlds (Whitechapel Gallery, Londres; Fruitmarket Gallery, Edimburgo, 1986) la asoció a un movimiento antirracista más amplio. Más tarde, sintió la necesidad de aclarar que su obra no debía vincularse exclusivamente a la raza "Durante mucho tiempo, diferentes personas me han criticado mucho porque no encajaba en su agenda politizada".

## Obra

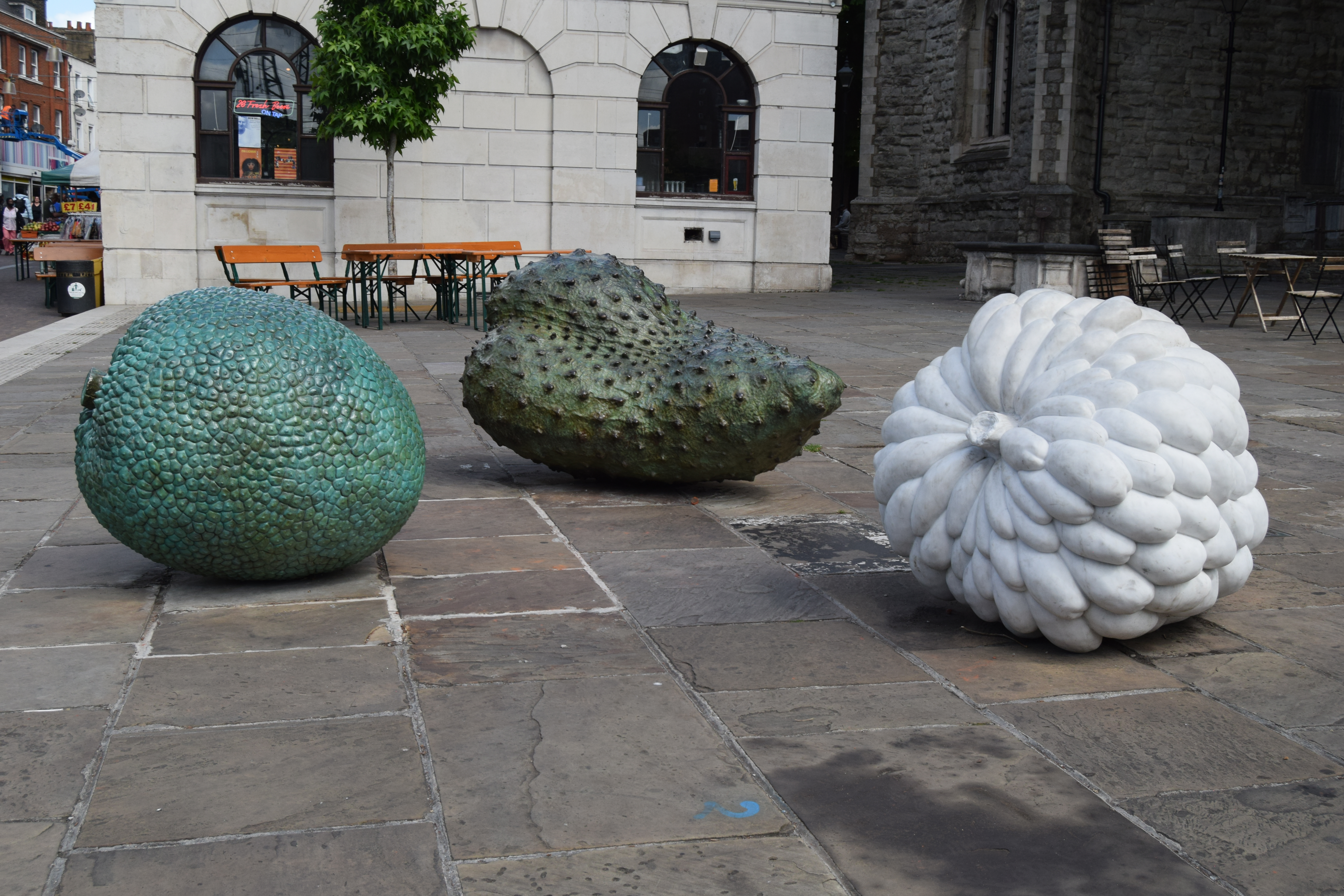
Chirimoya (Annonaceae), Breadfruit (Moraceae) and Soursop (Annonaceae) en Hackney, Londres.

Los materiales preferidos de Ryan van desde los más pesados como el cemento, bronce, plomo y yeso pintado, hasta otros más livianos y efímeros como el papel, el polvo, las flores y las plumas. Sus esculturas son abstractas y tienden al biomorfismo, apelando a formas orgánicas como vainas, conchas, cáscaras y semillas. Relics in the Pillow of Dreams (1985) es un ejemplo de esta estética. La naturaleza orgánica de la obra de Ryan se ve acentuada por su emplazamiento en un suelo sin zócalo.
Otra clave de su trabajo es la relación entre el contenedor y el contenido, y por tanto entre la dimensión interior y exterior. En un artículo publicado con motivo de su exposición en Camden Arts Center y Angel Row Gallery, Ryan explica cómo su pequeño estudio en Nueva York es también una representación del contenedor y, como tal, un entorno escultórico en el cual las acumulaciones diarias, los montones de polvo y depósitos pueden afectar a las obras. Conceptualmente, Ryan se basa en una combinación de experiencia personal, historia ancestral y el entorno natural. Producto de la diáspora del Caribe británico, presta especial atención a las cuestiones de origen, memoria y la pertenencia en relación con el lugar y el paisaje. La domesticidad, la maternidad y el papel de la mujer en la sociedad también se cuestionan en sus esculturas.
El 1 de octubre de 2021, sus tres esculturas de frutas caribeñas: Chirimoya (Annonaceae) Fruta del pan (Moraceae) y Soursop (Annonaceae), realizadas en bronce y mármol, se presentaron en el distrito londinense de Hackney como monumento público permanente conmemorativo de la generación Windrush. Este grupo escultural recibió el Premio Marsh 2022 a la Excelencia en Escultura Pública.

## Exposiciones y residencias
Las exposiciones individuales incluyen Virginia Woolf: Exposición inspirada por sus escritos en Tate St Ives (2018); Exposición de colecciones de esculturas, Leeds Gallery Henry Moore Institute (2018); The Art House Wakefield (2017-18); The Weather Inside en The Mattress Factory, Pittsburgh PA (2011-12); Archeology of the Black Sun. Musings After Kristeva en Salena Gallery, Universidad de Long Island, Nueva York (2005). Anteriormente, Ryan expuso individualmente en Camden Arts Centre, Londres y Angel Row, Nottingham (1995); Kettle's Yard, Cambridge y Riverside Studios, Londres (1988); ICA, Londres (1987); Galería Arnolfini, Bristol (1987). Su primera exposición individual fue en el Tom Allen Center en 1984.
Entre las numerosas exposiciones colectivas en las ha participado estáThe Place Is Here en Nottingham Contemporary, Nottingham (2017). En 2015, estuvo representada en el espectáculo itinerante de la Arts Council Collection Making It: Sculpture in Britain 1977-1986. Participó también en la exposición itinerante Recent British Sculpture, organizada por el Arts Council en 1993-1994. En 1990, su trabajo se presentó en el British Art Show en la Hayward Gallery de Londres. En 1986, se presentó en Stoke City Garden Festival en Stoke-on-Trent, además de ser parte de la exposición From Two Worlds en Whitechapel Gallery en Londres y Fruitmarket Gallery en Edimburgo. El mismo año, su obra se incluyó en The Thin Black Line, una exposición pionera comisariada por Lubaina Himid en el ICA de Londres. En 1983, Ryan participó Five Black Women Artists, también comisariada por Himid, esta vez en el Africa Centre, Londres. Y al año siguiente, lo hizo en Sculptors and Modellers en la Tate.
Ryan residió en Tate St Ives en 1998 y entre 2000 y 2001, periodo en el que trabajó en el antiguo estudio de Barbara Hepworth y utilizó el mármol regalado por el Hepworth Estate. En junio de 2017, obtuvo una residencia en The Art House, Wakefield, donde revisó su conexión con Barbara Hepworth en relación con temas del pasado ancestral, domesticidad y memoria.

## Colecciones
La obra de Ryan se encuentra en las colecciones permanentes del Arts Council of Great Britain, Tate y The Henry Moore Collection. Ejemplares de sus esculturas se encuentran también en el Firstsite, Colchester; Mellon Bank, Pittsburgh; Rochdale Art Gallery; Contemporary Arts Society; Weltkunst Fundation, Londres; Salsbury Collection; Irvin Joffe Collection, Londres; Cleveland County Museum y la Boise Scholarship Collection.

## Premios y reconocimientos
En 2019, Ryan obtuvo una beca Pollock Krasner. En 2018, fue ganadora del premio Freelands de la Fundación Freelands consistente en una exposición en Spike Island en el otoño de 2020. Anteriormente, recibió el Premio de la Fundación Henry Moore (1987). Fue ganadora del segundo premio en la Bienal Internacional de Dibujo de Cleveland, celebrado en 1983. Un retrato de Ryan del fotógrafo Andy Feldman se encuentra en la colección de la National Portrait Gallery de Londres.
En 2021 Ryan recibió la medalla como Miembro de la Orden del Imperio Británico (OBE). En 2022, ganó el Premio Turnerpor su escultura Windrush, instalada permanentemente en Hackney, Londres, en 2021 y por su exposición individual Along a Spectrum en Spike Island, Bristol.